# عشق کوه‌ها را تکان می‌دهد
«عشق کوه‌ها را تکان می‌دهد» (به انگلیسی: Love Can Move Mountains) تک‌آهنگی از هنرمند اهل کانادا سلین دیون است که در ۲ نوامبر ۱۹۹۲ منتشر شد.